# Christina Crosby
Christina Crosby (Huntingdon, 2 de septiembre de 1953 - Midlletown, Conneticut, 5 de enero de 2021) fue una académica y escritora estadounidense, especializada en la literatura británica del siglo XIX y los estudios sobre discapacidad. Es la autora de The Ends of History: Victorians y "The Woman's Question", que analiza el lugar de la historia y las mujeres en la literatura británica del siglo XIX, y de A Body, Undone, una memoria sobre su vida después de quedar paralizada en un accidente de bicicleta en 2003. Trabajó en la Universidad Wesleyana, donde fue profesora de inglés y de estudios feministas, de género y sexualidad.

## Biografía y trayectoria
Crosby nació en Huntingdon, Pensilvania, el 2 de septiembre de 1953. Su padre, Kenneth Crosby, era profesor de historia en el Juniata College. Su madre, Jane Miller Crosby, trabajaba como profesora de economía doméstica en Juniata. Crosby tenía un hermano mayor, Jefferson (nacido c. 1952
 ). Tras asistira las escuelas públicas de Huntingdon y se graduó de Swarthmore College, en 1974 con una especialización en literatura inglesa. Mientras estuvo en Swarthmore, cofundó el grupo de Swarthmore Gay Liberation y también participó activamente con el grupo feminista Swarthmore Women's Liberation. Escribió una columna llamada "La perspectiva feminista" en el periódico estudiantil.
En 1975, Crosby se inscribió como estudiante de posgrado en la Universidad de Brown donde comenzó  estudiar para un doctorado en inglés, obteniendo su título en 1982. En Brown, Crosby participó en un grupo feminista socialista, que se organizába en torno a los temas como la violencia doméstica con una línea teléfono de ayuda directa y un nuevo refugio para mujeres, Sojourner House, que fue uno de los primeros en Estados Unidos. Crosby también conoció a Elizabeth Weed, quien en ese momento era la directora del Centro de Mujeres Sarah Doyle de Brown; y fueron pareja durante 17 años.
Después de su doctorado, Crosby fue profesora asistente en el departamento de inglés de la Universidad Wesleyan. Se unió inmediatamente al colectivo de estudiantes y profesores dedicado a fortalecer el programa de estudios de la mujer, que había comenzado en 1979, y siguió siendo un miembro central de este programa. Fue ascendida a profesora asociada en 1989 y a profesora en 1996. A partir de 2020, fue profesora de inglés y profesora de estudios feministas, de género y sexualidad. En Wesleyan, en la década de 1990, Crosby enseñó a la escritora Maggie Nelson. Las dos desarrollaron una amistad y más tarde cada una escribió sobre la otra: Nelson sobre Crosby en Los Argonautas (2015) y Crosby sobre Nelson en El cuerpo deshecho (2016). 
Entre 1984 y 1985, Crosby obtuvo una beca del National Endowment for the Humanities para profesores universitarios; fue miembro del Instituto de Estudios Avanzados de Princeton entre 1990 y 1991. Cuando publicó The Ends of History: Victorians and "The Woman's Question" (Routledge, 1991), trataba  la comprensión del mundo de los pensadores británicos del siglo XIX, principalmente a través de la lente de la historia, se basa en la exclusión de las mujeres como "el Otro". En The Ends of History: Victorians and se basó en su tesis de posgrado en la universidad de Brown. El libro incluye el análisis de una amplia gama de obras victorianas, incluyendo las de ficción – Daniel Deronda de George Eliot, Henry Esmond de William Thackeray, La pequeña Dorrit de Charles Dickens, Villette de Charlotte Brontë, así como la obra The Frozen Deep de Wilkie Collins – junto con obras históricas, teológicas, filosóficas y periodísticas, incluyendo La historia de Inglaterra de Thomas Macaulay, Manual hermenéutico y La tipología de las Escrituras de Patrick Fairbairn, y las cartas publicadas en The Morning Chronicle por el periodista Henry Mayhew. Crosby afirma en su introducción que todas estas obras dispares «participan en un discurso amplio sobre la historia». Después obtuvo becas de profesorado en el Wesleyan Center for the Humanities en el otoño de 1986 y 1996. Se describió a sí misma como lesbiana y feminista. Desde 1997, su pareja fue Janet Jakobsen, profesora del Barnard College.
A partir de 2020, Crosby declaró que sus intereses de investigación eran los estudios sobre discapacidad, un campo al que ingresó después de su accidente de 2003, con un enfoque en el dolor y el duelo. En febrero de 2016, New York University Press publicó A Body, Undone: Living on after Great Pain, unas memorias motivadas por la grave lesión de médula espinal que sufrió a los 50 años después de un accidente de bicicleta. El libro fue escrito utilizando software de reconocimiento de voz. El título se inspira en el poema de Emily Dickinson "Después de un gran dolor", que también sirve como epígrafe del libro. A pesar de no escribir un libro con final feliz, el capítulo final registra a Crosby recuperando su habilidad para sostener un lápiz, de lo cual dice, entre lágrimas, "He recuperado mi vida".  
Crosby se había roto el cuello en un accidente de bicicleta el 1 de octubre de 2003, a los 50 años. Después de un mes en el Hospital Hartford, cuatro meses en un hospital de rehabilitación y un año y medio de fisioterapia y terapia ocupacional, regresó a trabajar a media jornada en septiembre de 2005, permaneciendo cuadripléjica a largo plazo. Crosby murió de cáncer de páncreas el 5 de enero de 2021, en Middletown, Connecticut.

## Publicaciones seleccionadas

### Libros
- Crosby, Christina (1991). The Ends of History: Victorians and "The Woman Question". Routledge. ISBN 0-415-00935-9. OCLC 21146745.[18]
- Crosby, Christina (2016). A Body, Undone: Living on After Great Pain. New York University Press. ISBN 978-1-4798-0804-5. OCLC 936177779.[28]

### Artículos y capítulos de libros
- Crosby, Christina (1984). «Charlotte Brontë's Haunted Text». SEL: Studies in English Literature 1500–1900 24 (4): 701-715. doi:10.2307/450487.
- Crosby, Christina (28 de octubre de 2013). «Dealing with Differences».  En Butler; Scott, eds. Feminists Theorize the Political (en inglés). Routledge. ISBN 978-1-135-76956-7. doi:10.4324/9780203723999.

## Bibligorafía
- Cristina Crosby. Los fines de la historia: los victorianos y «la cuestión de la mujer» (Routledge; [1991], 2012) (ISBN 9780415623049)
- Cristina Crosby. Un cuerpo deshecho: seguir viviendo después de un gran dolor (New York University Press; [2016], 2017) (ISBN 9781479853168)